# Santa Maria Causa Nostrae Laetitiae (titolo cardinalizio)
Santa Maria Causa Nostrae Laetitiae (in latino Titulus Sanctae Mariae Causae Nostrae Lætitiae) è un titolo cardinalizio istituito da papa Francesco il 30 settembre 2023. Il titolo insiste sulla chiesa di Santa Maria Causa Nostrae Laetitiae.
Dal 30 settembre 2023 il titolare è il cardinale malese Sebastian Francis, vescovo di Penang.

## Titolari
- Sebastian Francis, dal 30 settembre 2023